# British Independent Film Awards 2020
Die 23. Verleihung der British Independent Film Awards (BIFA) fand am 18. Februar 2021 statt. Aufgrund der anhaltenden Covid-19-Pandemie wurde die Verleihung ohne Publikum abgehalten und stattdessen live auf Facebook und YouTube gezeigt. Moderator der Zeremonie war der Schauspieler Tom Felton. Die Nominierungen wurden am 9. Dezember 2020 bekanntgegeben; die meisten erhielt Saint Maud von Rose Glass mit 17, gefolgt von Rocks und His House mit je 16 Nennungen.

## Nominierungen und Preise

### Bester britischer Independent-Film (Best British Independent Film)
Rocks – Sarah Gavron, Theresa Ikoko, Claire Wilson, Faye Ward und Ameenah Ayub Allen
- Calm with Horses – Nick Rowland, Joe Murtagh und Daniel Emmerson
- The Father – Florian Zeller, Christopher Hampton, David Parfitt, Jean-Louis Livi und Philippe Carcassonne
- His House – Remi Weekes, Edward King, Martin Gentles, Roy Lee, Aidan Elliott und Arnon Milchan
- Saint Maud – Rose Glass, Andrea Cornwell und Oliver Kassman

### Bester internationaler Independent-Film (Best International Independent Film)
Nomadland – Chloé Zhao, Frances McDormand, Peter Spears, Mollye Asher und Dan Janvey
- Milla Meets Moses – Shannon Murphy, Alex White und Rita Kalnejais
- Die Wütenden – Les Misérables – Ladj Ly, Giordano Gederlini, Alexis Manenti, Toufik Ayadi und Christophe Barral
- Niemals Selten Manchmal Immer – Eliza Hittman, Adele Romanski und Sara Murphy
- Notturno – Gianfranco Rosi, Donatella Palermo, Paolo Del Brocco, Serge Lalou, Camille Laemlé, Orwa Nyrabia und Eva-Maria Weerts

### Bester Dokumentarfilm (Best Documentary)
The Reason I Jump – Jerry Rothwell, Jeremy Dear, Stevie Lee und Al Morrow
- The Australian Dream – Daniel Gordon, Stan Grant, Sarah Thomson
- Being a Human Person – Fred Scott, Mike Brett, Seve Jamisonand, Jo Jo Ellison
- Phönix aus der Asche – Ian Bonhôte, Peter Ettedgui, John Battsek, Greg Nugent und Tatyana McFadden
- White Riot – Rubika Shah und Ed Gibbs

### Bester britischer Kurzfilm (Best British Short)
The Long Goodbye – Aneil Karia, Riz Ahmed und Tom Gardner
- Filipiñana – Rafael Manuel und Naomi Pacifique
- The Forgotten C – Molly Manning Walker und Jessi Gutch
- Mandem – John Ogunmuyiwa und Emily Everdee
- Sudden Light – Sophie Littman und Tom Wood

### Bester Hauptdarsteller (Best Actor)
Anthony Hopkins – The Father
- Cosmo Jarvis – Calm with Horses
- Sope Dirisu – His House
- Amir El-Masry – Limbo
- Riz Ahmed – Mogul Mowgli

### Beste Hauptdarstellerin (Best Actress)
Wunmi Mosaku – His House
- Clare Dunne – Herself
- Andrea Riseborough – Luxor
- Bukky Bakray – Rocks
- Morfydd Clark – Saint Maud

### Bester Nebendarsteller (Best Supporting Actor)
D’Angelou Osei Kissiedu – Rocks
- Barry Keoghan – Calm with Horses
- Harris Dickinson – County Lines
- Merab Ninidze – Der Spion (The Courier)
- Alyy Khan – Mogul Mowgli

### Beste Nebendarstellerin (Best Supporting Actress)
Kosar Ali – Rocks
- Niamh Algar – Calm with Horses
- Ashley Madekwe – County Lines
- Fiona Shaw – Kindred
- Jennifer Ehle – Saint Maud

### Bester Newcomer (Most Promising Newcomer)
Kosar Ali – Rocks
- Niamh Algar – Calm with Horses
- Conrad Khan – County Lines
- Frankie Box – Perfect 10
- Bukky Bakray – Rocks

### Beste Regie (Best Director)
Remi Weekes – His House
- Nick Rowland – Calm with Horses
- Florian Zeller – The Father
- Sarah Gavron – Rocks
- Rose Glass – Saint Maud

### Douglas Hickox Award – Bester Nachwuchsregisseur (Best Debut Director)
Rose Glass – Saint Maud
- Nick Rowland – Calm with Horses
- Henry Blake – County Lines
- Remi Weekes – His House
- Eva Riley – Perfect 10

### Bestes Drehbuch (Best Screenplay)
Florian Zeller und Christopher Hampton – The Father
- Remi Weekes – His House
- Bassam Tariq und Riz Ahmed – Mogul Mowgli
- Theresa Ikoko und Claire Wilson – Rocks
- Rose Glass – Saint Maud

### Bestes Drehbuchdebüt (Best Debut Screenwriter)
Riz Ahmed – Mogul Mowgli
- Joe Murtagh – Calm with Horses
- Remi Weekes – His House
- Theresa Ikoko and Claire Wilson – Rocks
- Rose Glass – Saint Maud

### Bester Nachwuchsproduzent (Breakthrough Producer)
Irune Gurtubai – Limbo
- Daniel Emmerson – Calm with Horses
- Edward King und Martin Gentles – His House
- Douglas Cox – Host
- Oliver Kassman – Saint Maud

### The Raindance Discovery Award
Perfect 10 – Eva Riley, Jacob Thomas, Bertrand Faivre und Valentina Brazzini
- Justine – Jamie Patterson, Jeff Murphy, Jason Rush, Sarah Drew und Julius Beltrame
- Looted – Rene Van Pannevis, Kefi  Chadwick, Jennifer Eriksson und Jessie Magnum
- One Man and His Shoes – Yemi Bamiro und Will Thorne
- Rose: A Love Story – Jennifer Sheridan, April Kelley, Sara Huxley, Matt Stokoe, Rob Taylor und Sophie Rundle

### Bestes Casting (Best Casting)
Lucy Pardee – Rocks
- Shaheen Baig – Calm with Horses
- Carmen Cuba – His House
- Dan Jackson – Limbo
- Kharmel Cochrane – Saint Maud

### Beste Kamera (Best Cinematography)
Ben Fordesman – Saint Maud
- Jo Willems – His House
- Nick Cooke – Limbo
- Annika Summerson – Mogul Mowgli
- Hélène Louvart – Rocks

### Bestes Kostümdesign (Best Costume Design)
Charlotte Walter – Die Misswahl – Der Beginn einer Revolution (Misbehaviour)
- Michael O’Connor – Ammonite
- Ruka Johnson – Rocks
- Tina Kalivas – Saint Maud
- Michele Clapton – Der geheime Garten (The Secret Garden)

### Bester Schnitt (Best Editing)
Yorgos Lamprinos – The Father
- Julia Bloch – His House
- Brenna Rangott – Host
- Maya Maffioli – Rocks
- Mark Towns – Saint Maud

### Beste visuelle Effekte (Best Effects)
Pedro Sabrosa und Stefano Pepin – His House
- Scott Macintyre, Baris Kareli und Kristyan Mallett – Saint Maud
- Agnes Asplunt und Martin Malmqvist – Undergods

### Bestes Make-up und Hair Design (Best Make-Up & Hair Design)
Jill Sweeney – Die Misswahl – Der Beginn einer Revolution (Misbehaviour)
- Ivana Primorac – Ammonite
- Sharon A. Martin – His House
- Nora Robertson – Rocks
- Jacquetta Levon – Saint Maud

### Beste Ausstattung (Best Production Design)
Jacqueline Abrahams – His House
- Peter Francis – The Father
- Cristina Casali – Die Misswahl – Der Beginn einer Revolution
- Paulina Rzeszowska – Saint Maud
- Marketa Korinková und Elo Soode – Undergods

### Beste Filmmusik (Best Music)
Paul Corley – Mogul Mowgli
- Roque Baños – His House
- Nainita Desai – The Reason I Jump
- Connie Farr und Emilie Levienaise-Farrouch – Rocks
- Adam Janota Bzowski – Saint Maud

### Bester Sound (Best Sound)
The Reason I Jump – Nick Ryan, Ben Baird und Sara de Oliveira Lima
- His House – Adrian Bell, Glenn Freemantle, Frank Kruse, Brendan Nicholson und Richard Pryke
- Host – Calum Sample
- Mogul Mowgli – Paul Davies, Robert Farr, Nigel Albermaniche und Ian Morgan
- Saint Maud – Paul Davies